# Куддеверде
Куддеверде (нім. Kuddewörde) — громада в Німеччині, розташована в землі Шлезвіг-Гольштейн. Входить до складу району Герцогство Лауенбург. Складова частина об'єднання громад Шварценбек-Ланд.
Площа — 7,34 км2. Населення становить 1394 ос. (станом на 31 грудня 2020).

## Галерея

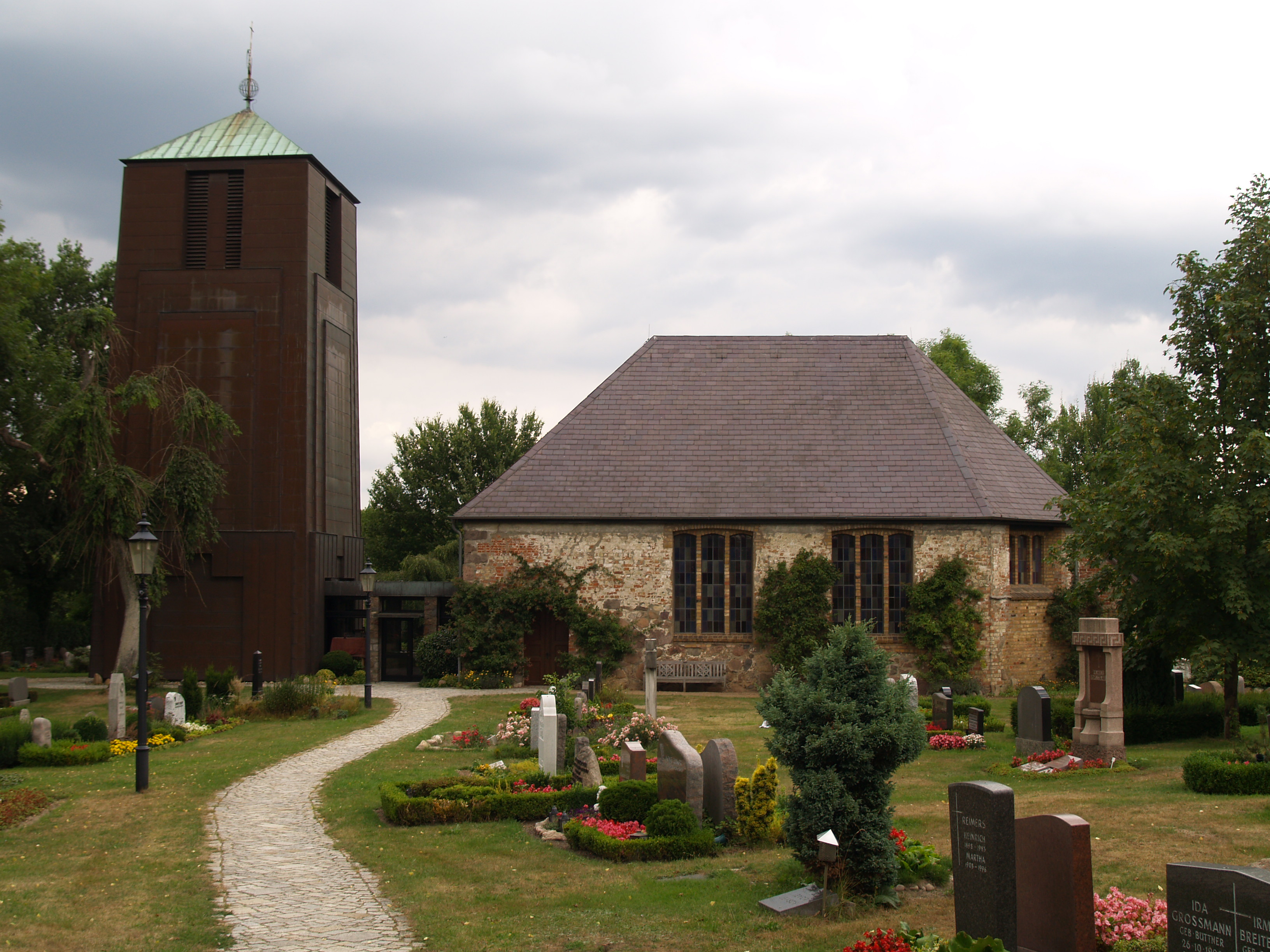